# Dipwaterval
De Dipwaterval is een 22 tot 34 meter hoge cascade in Australië, gelegen op Tasmanië. De waterval ligt in het Dip River Forest Reserve en maakt deel uit van de Dip River.